# Battaglia di Varese
La battaglia di Varese venne combattuta il 26 maggio 1859 a Varese (Lombardia). Essa si colloca nell'ambito delle guerre austro-sarde per la conquista del Nord Italia, e venne appunto combattuta tra i volontari dei Cacciatori delle Alpi, comandati da Giuseppe Garibaldi, contro le truppe del Regno Lombardo-Veneto. Gli austriaci vennero sconfitti presso Como, e vennero obbligati a mantenere le truppe a nord del fronte.

## Il preludio
Garibaldi e i suoi cacciatori si erano mossi dalle loro posizioni nel tentativo di occupare Varese, nella notte del 23 maggio. Il comandante in capo dell'esercito austriaco, il Feldmaresciallo Ferencz Gyulai, inviò la divisione Urban a prendersi cura della gestione del caso.
Nel frattempo, il 25 maggio, 500 fucilieri austriaci, 130 ulani, e due cannoni da Gallarate attaccarono la compagnia guidata da Carlo De Cristoforis a Sesto Calende, ma vennero sconfitti a Somma Lombardo.

## Lo scontro

Scontro tra i Cacciatori delle Alpi e gli Jäger austriaci.

Il 26 maggio, di pomeriggio, la divisione Urban giunse a Varese, dove Garibaldi stava già preparando le difese. I piemontesi erano divisi come segue: un battaglione (Enrico Cosenz) sulla destra, due battaglioni a sinistra (Giacomo Medici), un battaglione in centro (Nicola Ardoino); due battaglioni di riserva, uno a Varese (Nino Bixio), e uno a Biumo.
Gli austriaci aprirono il fuoco coi cannoni, e spostarono immediatamente tre delle loro colonne contro il nemico. Il battaglione di Cosenz attaccò gli austriaci che avanzavano in questo attacco si distinse per valore il  maggiore Francesco Carrano valoroso che si distinguerà in altre battaglie risorgimentali, e si dedicò quindi alle altre colonne, respingendo l'attacco con l'aiuto del battaglione del Generale Medici. Urban, sopraffatto dalle forze nemiche, si ritirò a Malnate. Medici e Ardoino attaccarono nuovamente gli austriaci in ritirata, causando loro nuove perdite.